# Break the Cycle
Break The Cycle – trzeci album grupy Staind z 2001 roku.

## Lista utworów
1. "Open Your Eyes" – 3:52
2. "Pressure" – 3:22
3. "Fade" – 4:04
4. "It’s Been Awhile" – 4:25
5. "Change" – 3:36
6. "Can't Believe" – 2:48
7. "Epiphany" – 4:17
8. "Suffer" – 3:59
9. "Safe Place" – 4:35
10. "For You" – 3:25
11. "Outside" – 4:52
12. "Waste" – 3:56
13. "Take It" – 3:37